# Homalium burmanicum
Homalium burmanicum är en videväxtart som beskrevs av Madhavan Parameswarau Nayar och G.S. Giri. Homalium burmanicum ingår i släktet Homalium och familjen videväxter. Inga underarter finns listade i Catalogue of Life.